# Brauner Pelzkäfer
Der Braune Pelzkäfer (Attagenus smirnovi) ist eine Käferart aus der Familie der Speckkäfer. Er gehört zur Gattung der Pelzkäfer und wird als synanthroper Schädling betrachtet, das heißt, er lebt in den Häusern und Wohnungen der Menschen, wo er an Wolltextilien, Teppichen, Fellen und Pelzen zu finden ist. Er kann auch in Museen große Schäden anrichten.

## Merkmale
Die Braunen Pelzkäfer sind länglich und erreichen eine Körperlänge von 2,3 bis 4,0 Millimetern. Kopf und Halsschild sind dunkelbraun bis schwarz. Die Flügeldecken sind hellbraun und dicht behaart.

## Verbreitung
Der Braune Pelzkäfer hat sein natürliches Verbreitungsgebiet in Afrika. Er verbreitete sich über Russland, Tschechien und andere Länder nach Deutschland, Dänemark und Großbritannien. In Deutschland wurde er erstmals 1985 in Mecklenburg-Vorpommern nachgewiesen.
1961 beobachtete E. S. Smirnov den Braunen Pelzkäfer erstmals in Moskau. Erst 1973 wurde er von R. D. Schantijew (englische Transkription: Zhantiev) als neue Pelzkäferart Attagenus smirnovi beschrieben. Wegen des Artnamens smirnovi wird er von britischen Wissenschaftlern in Anlehnung an die Wodka-Marke Smirnoff auch Wodka-Käfer (Vodka beetle) genannt.
Von Museen und wissenschaftlichen Einrichtungen in Nordeuropa wurde ein internationales Projekt gegründet, das die Verbreitungsmechanismen des Braunen Pelzkäfers in Europa und deren Zusammenhang mit dem Klimawandel erforschen soll. Unter anderem soll untersucht werden, welche klimatische Bedingungen es dem Pelzkäfer ermöglichen, selbstständig von Haus zu Haus zu fliegen und sich dadurch aktiv weiterzuverbreiten.